# Gauliga 1942-1943
L'edizione 1942-1943 della Gauliga vide la vittoria finale del Dresdner SC.
Da questa stagione, e per il peggiorare della situazione bellica, alcuni campionati regionali furono spezzettati, facendo arrivare il campionato tedesco a 29 squadre.

## Partecipanti
| Squadra                | qualificata come                                                     |
| VfB Königsberg         | Campione del Sportbereichsklasse Ostpreußen                          |
| LSV Pütnitz            | Campione del Sportbereichsklasse Pommern                             |
| Berliner SV 1892       | Campione del Sportbereichsklasse Berlin-Brandenburg                  |
| Germania Königshütte   | Campione del Sportbereichsklasse Oberschlesien                       |
| LSV Reinecke Brieg     | Campione del Sportbereichsklasse Niederschlesien                     |
| Dresdner SC            | Campione del Sportbereichsklasse Sachsen                             |
| Dessau                 | Campione del Sportbereichsklasse Mitte                               |
| Victoria Amburgo       | Campione del Sportbereichsklasse Hamburg                             |
| Wilhelmshaven          | Campione del Sportbereichsklasse Weser-Ems                           |
| Eintracht Braunschweig | Campione del Sportbereichsklasse Südhannover-Braunschweig            |
| Schalke 04             | Campione del Sportbereichsklasse Westfalen                           |
| Westende Hamborn       | Campione del Sportbereichsklasse Niederrhein                         |
| Viktoria Colonia       | Campione del Sportbereichsklasse Köln-Aachen                         |
| Spielverein 06 Kassel  | Campione del Sportbereichsklasse Kurhessen                           |
| Neuendorf              | Campione del Sportbereichsklasse Moselland                           |
| Kickers Offenbach      | Campione del Sportbereichsklasse Hessen-Nassau                       |
| Saarbrücken            | Campione del Sportbereichsklasse Westmark                            |
| VfR Mannheim           | Campione del Sportbereichsklasse Baden                               |
| Mulhouse               | Campione del Sportbereichsklasse Elsass                              |
| Stoccarda              | Campione del Sportbereichsklasse Württemberg                         |
| Norimberga             | Campione del Sportbereichsklasse Nordbayern                          |
| Monaco 1860            | Campione del Sportbereichsklasse Südbayern                           |
| MSV Brünn              | Campione del Sportbereichsklasse Sudetenland                         |
| First Vienna           | Campione del Sportbereichsklasse Donau-Alpenland                     |
| SV Neufahrwasser       | Campione del Sportbereichsklasse Danzig-Westpreußen                  |
| BSG DWM Posen          | Campione del Sportbereichsklasse Wartheland                          |
| SGO Warschau           | In rappresentanza del Sportbereichsklasse Generalgouvernement        |
|                        | Vincitore delle qualificazioni per il Mecklenburg/Schleswig-Holstein |

il campione del Sportbereichsklasse Generalgouvernement fu il LSV Adler Deblin, che rinunciò a partecipare alla fase finale

### Qualificazioni per il Mecklenburg/Schleswig-Holstein
| Squadra       | qualificata come                                    |
| Holstein Kiel | Campione del Sportbereichsklasse Schleswig-Holstein |
| TSG Rostock   | Campione del Sportbereichsklasse Mecklenburg        |

| Holstein Kiel | 4 – 0 | TSG Rostock |

| TSG Rostock | 1 – 1 | Holstein Kiel |

## Fase finale

### 1º turno
| VfB Königsberg | 3 – 1 | SV Neufahrwasser |

| BSG DWM Posen | 1 – 3 | SGO Warschau |

| LSV Pütnitz | 0 – 2 | Berliner SV 1892 |

| Dessau | 1 – 2 | Dresdner SC |

| Eintracht Braunschweig | 5 – 1 | Victoria Amburgo |

| Spielverein 06 Kassel | 1 – 8 | Schalke 04 |

| Neuendorf | 0 – 2 | Viktoria Colonia |

| Saarbrücken | 5 – 1 | Mulhouse |

| Norimberga | 1 – 3 | VfR Mannheim |

| Stoccarda | 0 – 3 | Monaco 1860 |

| Germania Königshütte | 3 – 4 | LSV Reinecke Brieg |

| First Vienna | 5 – 2 | MSV Brünn |

una prima partita tra Berliner SV 92 e Luftwaffen-SV Pütnitz venne giocata il 2 maggio 1943 a Berlino, e terminò 2-2 dopo i tempi supplementari
Holstein Kiel, SpVgg Wilhelmshaven, Kickers Offenbach e Westende Hamborn promosse, per sorteggio, al turno successivo

### Ottavi di finale
| SGO Warschau | 1 – 5 | VfB Königsberg |

| LSV Reinecke Brieg | 0 – 8 | First Vienna |

| Berliner SV 1892 | 0 – 2 | Holstein Kiel |

| Dresdner SC | 4 – 0 | Eintracht Braunschweig |

| Schalke 04 | 4 – 1 | Wilhelmshaven |

| VfR Mannheim | 8 – 1 | Westende Hamborn |

| Viktoria Colonia | 0 – 5 | Saarbrücken |

| Monaco 1860 | 2 – 0 | Kickers Offenbach |

a causa di una irregolarità nella posizione di un giocatore, il VfB Königsberg venne escluso, e il suo posto venne preso dallo SV Neufahrwasser

### Quarti di finale
| SV Neufahrwasser | 0 – 4 | Dresdner SC |

| Holstein Kiel | 4 – 1 | Schalke 04 |

| First Vienna | 2 – 0 | Monaco 1860 |

| Saarbrücken | 3 – 2 | VfR Mannheim |

### Semifinali
| Dresdner SC | 3 – 1 | Holstein Kiel |

| Saarbrücken | 2 – 1 | First Vienna |

### Finale
| Dresdner SC | 3 – 0 | Saarbrücken |

## Verdetti
- Dresdner SC campione del Terzo Reich 1942-43.